# Stephan Pörtner
Stephan Pörtner (* 24. November 1965 in Zürich) ist ein Schweizer Schriftsteller und Übersetzer.

## Leben
Stephan Pörtner verbrachte seine Kinder- und Jugendjahre in Zürich. Er wuchs in einer Schriftstellerfamilie auf: Seine Mutter war die Übersetzerin und Psychologin Marlis Pörtner, geb. Bindschedler (1933–2020), sein Vater der Schriftsteller Paul Pörtner und seine Schwester ist die Schriftstellerin Milena Moser. 1980 brach er die Schule ab und beteiligte sich aktiv an den Jugendunruhen in Zürich. Er gründete eine selbstverwaltete Getränkehandelsfirma, die er nach ein paar Jahren verkaufte. 1996 absolvierte er die Dolmetscherschule. Er übersetzte Literatur und Comics aus dem Englischen, Spanischen und Französischen ins Deutsche.
Sein erster Kriminalroman, Köbi der Held, erschien 1998. Seither folgten in regelmäßigen Abständen vier weitere Romane mit der Hauptfigur, Jakob (Köbi) Robert, dem Alter Ego des Autors. Köbi, der als Privatermittler Kriminalfälle aufklärt, lebt im Kreis 4 an der Langstrasse in Zürich und gehört der Alternativszene an.
Eine weitere Figur ist der Kommissar der Kantonspolizei Zürich Henry Kummer, der im Zeitraum 2005 bis 2011 in Pörtners für das Tagblatt der Stadt Zürich geschriebenen Fortsetzungskriminalromanen auftrat. Danach hat Pörtner die Krimireihe in Buchform weitergeführt.
Im Auftrag der Wohnbaugenossenschaften Schweiz erschien 2013 ein Krimi rund um den Hauswart Edi.
Pörtner arbeitet für das Strassenmagazin Surprise und übersetzt für die Republik.

## Werke

### Kriminalroman-Reihe Jakob „Köbi“ Robert
- Köbi der Held. Krösus Verlag, Zürich 1998, ISBN 3-906647-06-4.
  - Neuauflage: Atlantis, Zürich 2024, ISBN 978-3-7152-5522-4.
- Kein Konto für Köbi. Krösus Verlag, Zürich 2000, ISBN 3-906647-11-0.
  - Neuauflage: Atlantis, Zürich 2024, ISBN 978-3-7152-5520-0.
- Köbi Krokodil. Krösus Verlag, Zürich 2002, ISBN 3-906647-12-9.
  - Neuauflage: Atlantis, Zürich 2024, ISBN 978-3-7152-5521-7.
- Köbi Santiago. Bilgerverlag, 2007, ISBN 978-3-908010-89-0.
- Stirb, schöner Engel. Bilgerverlag, Zürich 2011, ISBN 978-3-03762-016-8.
- Pöschwies. Bilgerverlag, Zürich 2019, ISBN 978-3-03762-081-6.

### Kriminalroman-Reihe Henry Kummer

#### Fortsetzungsromane für Tagblatt der Stadt Zürich
- Der Erzengel von Albisrieden. (Januar bis Dezember 2005, 52 Folgen)
- Metzgete in Zürich-Nord. (März bis Juni 2006, 80 Folgen)
- Letzte Ausfahrt Altstetten. (August 2010 bis August 2011, 52 Folgen)

#### Buchform
- Die Affären der Witwe oder Der Dopingdoktor. BoD, Norderstedt 2011, ISBN 978-3-8334-7768-3.
- Letzte Ruhe im Wohnmobil. Atlantis, Zürich 2025, ISBN 978-3-7152-5532-3.

### Weitere Krimis
- Mordgarten. Applaus Verlag, Zürich 2013, ISBN 978-3-03774-056-9.
- Der Campingplatzkiller. Atlantis Verlag, Zürich 2023, ISBN 978-3-7152-5506-4.

### Romane
- Heimatlos oder Das abenteuerliche Leben des Jakob Furrer von der Halde bei Wald. Bilgerverlag, Zürich 2022, ISBN 978-3-03762-098-4.

### Theaterstücke
- Polizeiruf 117. 2015, Uraufführung Theater am Hechtplatz, Zürich (Ko-Autor Beat Schlatter)[3]
- Der Wolf im Sihlwald. 2017, Freilicht-Uraufführung Wildnispark Sihlwald[4]
- Die Bank-Räuber. 2018, Uraufführung Theater am Hechtplatz, Zürich (Ko-Autor Beat Schlatter)[5]

### Diverses
- Kolumnist für Surprise seit 2008
- Hosenlupf, eine freche Kulturgeschichte des Schwingens. (Herausgeber) Verlag Walde&Graf, 2010, ISBN 978-3-03774-017-0.
- 100 Mal 100 Wörter.  Woz-Verlag Zürich, 2014, Sammelband der wöchentlich erscheinenden Rubrik 100 Wörter in der Wochenzeitung, ISBN 978-3-906236-11-7.
- Bin gleich zurück: Komisches aus dem Leben von Beat Schlatter. Orell Füssli, Zürich 2012, ISBN 978-3-280-05469-7.
- Mein Leben mit Barry, Die Geschichte eines heldenhaften Bernhardiners. Unter dem Pseudonym Georg Inderbitzin, Salis Verlag Zürich, 2014, ISBN  978-3-906195-15-5.

### Hörspiele
- Absturz. SR DRS 2010.[6]
- Bodenlätz. SRF, 2016[7]
- Verhörspiel. SRF, 2018[8]
- Spitzeltanz. SRF, 2021

### Übersetzungen
- Persepolis, Eine Kindheit im Iran. Graphic Novel von Marjane Satrapi, Edition Moderne, Zürich, 2004
- Persepolis, Jugendjahre. Graphic Novel von Marjane Satrapi, Edition Moderne, Zürich, 2005
- Die grossen Künstler und ihre Geheimnisse. Sachbuch von Elizabeth Lunday,  Verlag Walde&Graf, Zürich, 2009
- Die grossen Filmregisseure und ihre Geheimnisse. Sachbuch von Robert Schnakenberg, Verlag Walde&Graf, Zürich, 2010
- Ich bezahle für Sex. Graphic Novel von Chester Brown, Verlag Walde&Graf, Zürich, 2011
- Im Visier. Graphic Novel von Manchette/Tardi, Edition Moderne, Zürich, 2011
- Sick City.  Roman von Tony O’Neill, Verlag Walde&Graf, Zürich, 2011
- Pleasures. Die Joy Division Story, Sachbuch von Peter Hook, Metrolit Verlag, Berlin,  2012
- Tarzan und der Verrückte. Roman von Edgar Rice Burroughs, Verlag Walde&Graf, Zürich, 2012
- Black Neon. Roman von Tony O’Neill, Verlag Walde&Graf, Zürich, 2012

### Auszeichnungen
- Ehrengabe des Kantons Zürich für Literatur für Kein Konto für Köbi, 2000
- Nomination für den Glauser Kurzkrimipreis für Schwachkopf 2001
- Werkbeitrag der Stiftung Dienemann für Köbi Krokodil, 2002
- Hörstatt, Autorenförderung für Absturz Radio SRF, 2009
- Nomination für den Glauser Kurzkrimipreis für Blaue Liebe, 2012
- Zürcher Krimipreis für Stirb, schöner Engel, 2012
- Werkbeitrag Literatur des Kantons Zürich, 2019
- Nominiert für den Zürcher Krimipreis mit Pöschwies, 2021
- Nominiert für den Glauser Kurzkrimipreis für Züribieter Wandervögel, 2021
- Anerkennungsgabe der Literaturkommission des Kantons Zürich für Heimatlos, 2022